# اسلام‌آباد (مهرستان)
اسلام‌آباد، روستایی از توابع بخش مرکزی شهرستان مهرستان در استان سیستان و بلوچستان ایران است.

## جمعیت
این روستا در دهستان زابلی قرار دارد و براساس سرشماری مرکز آمار ایران در سال ۱۳۹۵، جمعیت آن ۲۴ نفر (۶ خانوار) بوده‌است.